# حبي في القاهرة (فلم)
حبي في القاهرة هو فيلم مصري عُرض سنة 1966 من إخراج عادل صادق ، تأليف مشترك بين عادل صادق و محمد أبو العينين و بطولة بطولة عبد المنعم إبراهيم ، توفيق الدقن ، سهام فتحي ، زيزي البدراوي ، زوزو ماضي ، محمود المليجي ، نجم عبد الكريم و الفنان اليمني الموسيقار أحمد بن أحمد قاسم . تدور أحداث الفيلم حول (أحمد) و هو طالب قادم من عدن في جنوب اليمن ليدرس في القاهرة في معهد الموسيقى و يصبح فناناً مشهوراً، يتعرف إلى جارته ويقع في حبها، ويعلم أنها مشلولة، يشعر نحوها بشفقة كبيرة، ويقرر الزواج منها، لكن يرفض والدها النجم السينمائي فكرة الزواج بحجة أنه مازال طالباً، تمر الأيام ويتخرج وينجح بتفوق، ثم يجدد طلبه بالزواج، لكن يصر الأب على الرفض بحجة أنها لن تستطيع إسعاده بسبب مرضها، أو إنجاز أعمال المنزل، لكن يصر (أحمد) على الزواج منها. والفيلم من إنتاج أحمد بن أحمد قاسم ذاته.

## روابط خارجية
- مقالات تستعمل روابط فنية بلا صلة مع ويكي بيانات